# Lago Trasimeno

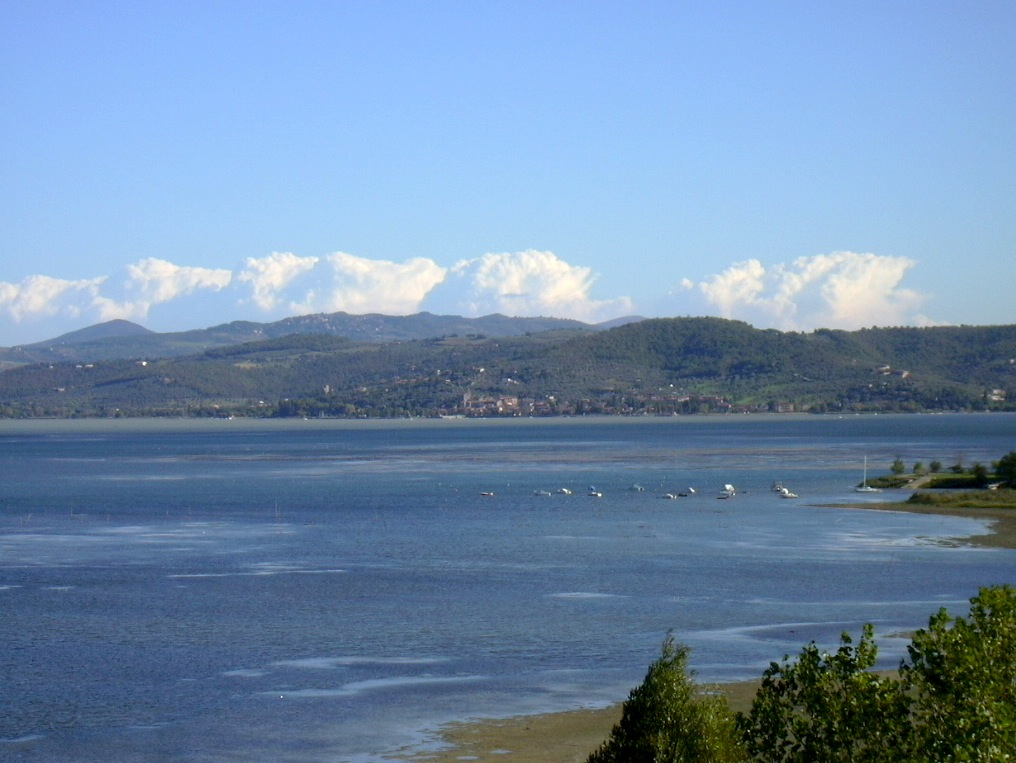
Lago Trasimeno

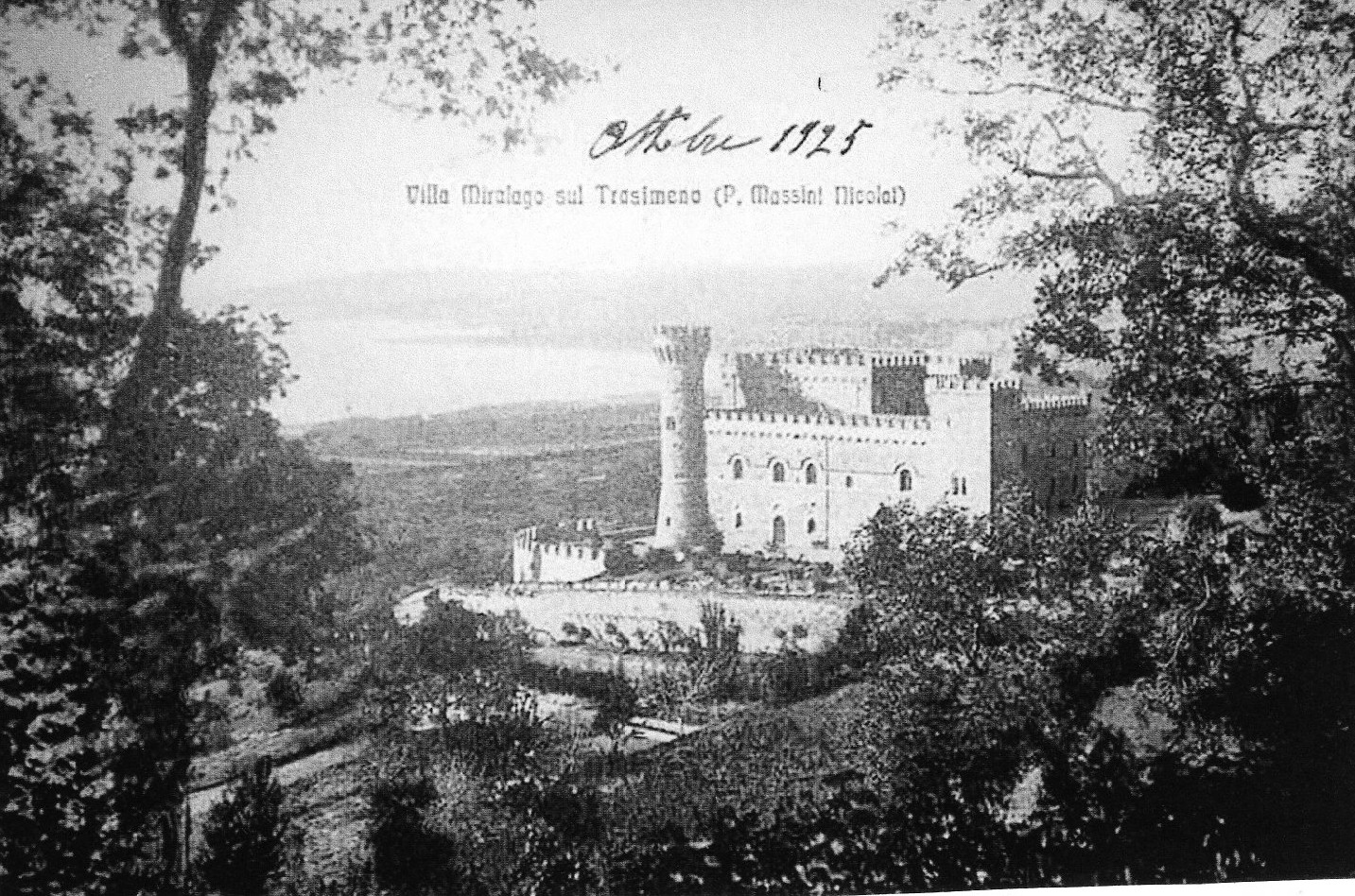
Il castello Borgia
(Passignano, immagine del 1925)

Il lago Trasimeno è un lago di origine tettonica e alluvionale della provincia di Perugia, nella regione Umbria. Con una superficie di 128 km², è il lago più esteso dell'Italia centrale, quarto tra i laghi d'Italia subito dopo il lago di Como; tale estensione si affianca, però, ad una scarsa profondità (media 4,3 m, massima 6 m), che lo fa classificare come un lago di tipo laminare.

## Etimologia
È discussa l'origine della denominazione "Trasimeno", rispetto alla quale esistevano almeno tre ipotesi. 
- La più fantasiosa - nota come la leggenda del Trasimeno - narra dell'omonimo principe annegato per esser stato tratto in inganno dalla ninfa Agilla e dal quale il nome del lago, appunto, deriverebbe.
- Più sostenibile era l'ipotesi che il Trasimeno tragga la sua denominazione dal composto di trans Imenus, "oltre l'Imeno" (o "Menio") dal nome del piccolo colle che, venendo da nord, si apre mostrando il lago prima invisibile.
- Molto popolare è la paretimologia relativa all'espressione trans minus vide lacum, ossia "al di là del più piccolo [dei colli] vedi il lago!" , in uso per orientare i forestieri, perlopiù provenienti da Firenze, intenti a raggiungere la città di Perugia.

Tutte queste teorie sono state messe di nuovo in discussione dal ritrovamento della Tabula cortonensis, manufatto bronzeo etrusco dell'inizio del secondo secolo a.C., sulla quale è riportato il nome etrusco del lago, Tarsminass, di chiara somiglianza con la forma latina, ad evidenza della probabile origine etrusca del toponimo, vista la localizzazione geografica del lago in piena Etruria.

## Storia
(Lord Byron, Childe Harold's Pilgrimage, 1816)
La zona era abitata sin dall'epoca preistorica, come testimoniano i ritrovamenti oggi conservati nel Museo archeologico nazionale dell'Umbria. Nel 217 a.C. sulle rive del lago ebbe luogo la battaglia del lago Trasimeno, che vide le forze cartaginesi di Annibale sconfiggere le legioni romane del console Gaio Flaminio.
Nel 1422 Braccio da Montone, signore di Perugia, a causa dell'impaludamento della Val di Chiana e, di riflesso, dell'emissario naturale del lago, il Rio dell'Anguillara affluente del Clanis, fece realizzare un emissario artificiale, per una lunghezza complessiva di circa 1 km, che si collegava al torrente Caina sviluppato quasi interamente in galleria sotto la collina di San Savino. Tale opera non fu però risolutiva dei problemi, al punto che anche Leonardo da Vinci studiò un ingegnoso emissario idraulico, mai messo in opera, per regolare i flussi in eccesso del Trasimeno e consentire la navigazione con le città di Arezzo, Firenze e Pisa. Nella seconda metà del XVI secolo papa Sisto V decise di deviare gli unici immissari naturali del Trasimeno, il Rigo Maggiore e la Tresa, verso il lago di Chiusi. Tra XVIII e XIX secolo si tentò un'ulteriore riduzione del bacino imbrifero (si parlò addirittura di prosciugamento), ma non vennero poi operati interventi.
Dopo anni di dure battaglie con il demanio e gli speculatori, tra il 1896 e il 1898 il Consorzio di Bonifica presieduto da Guido Pompilj riuscì a realizzare un nuovo emissario, parallelo a quello del XV secolo, per una lunghezza di 7 km e una portata di 12 m³/s. Scongiurato così il disseccamento artificiale (per il quale era già stata rilasciata la concessione reale) e risolto il problema delle inondazioni e della conseguente malaria, tra gli anni quaranta e cinquanta del XX secolo, a causa del ricorso intenso all'abbassamento della soglia del nuovo emissario in favore dei potenti proprietari terrieri, si dovette far fronte ad una crisi idrica: il Trasimeno corse addirittura un serio rischio di prosciugamento, con una profondità massima ridottasi a 2,93 metri alla fine degli anni cinquanta. Nel 1952 vennero quindi reintrodotti gli immissari naturali Rio Maggiore e Tresa, deviati nel XVI secolo, e il recupero avvenne a partire dal 1958.
Recentemente, il lago Trasimeno è entrato in una nuova crisi idrica: la sua profondità massima attualmente è di 4,30 metri, ma tra il 2007 e il 2008 è calato di 78 centimetri. Grazie alle abbondanti precipitazioni dell'ottobre 2011 e marzo 2012 il livello del lago è notevolmente cresciuto (oltre un metro) e ha raggiunto i meno 40 cm rispetto allo zero idrometrico posto a 257,33 s.l.m. La piovosità della primavera 2013 ha consentito al bacino umbro di raggiungere i meno 29 cm, un livello record che, secondo i tecnici della provincia di Perugia, non si registrava da almeno vent'anni. Nel febbraio 2014 il Trasimeno ha raggiunto di nuovo, dopo venticinque anni, lo zero idrometrico. Proprio nella primavera 2014 sono state riaperte le paratoie dell'emissario artificiale di San Savino (circa 20 000 000 m³ d'acqua andati via per rimettere il lago sotto il livello di guardia). Questo fenomeno è stato rilevato fino a Marsciano, attraverso il Nestore, e molti abitanti del luogo non riuscivano a capire come mai il livello del fiume fosse così elevato, senza avere le acque torbide.
Dal 2006 il lago Trasimeno fa parte dell'associazione internazionale "Living Lakes". Le colline attorno al lago sono zona di produzione del vino detto dei Colli del Trasimeno. Il Festival Trasimeno Blues, uno dei più importanti festival europei di musica Blues, si svolge ogni anno, dal 1996, a fine luglio, attirando numerosi turisti e appassionati, grazie ad una programmazione artistica di livello internazionale e ad una formula che consente agli spettatori di scoprire le bellezze artistiche e naturalistiche del territorio.

## Descrizione

### Geologia e idrologia

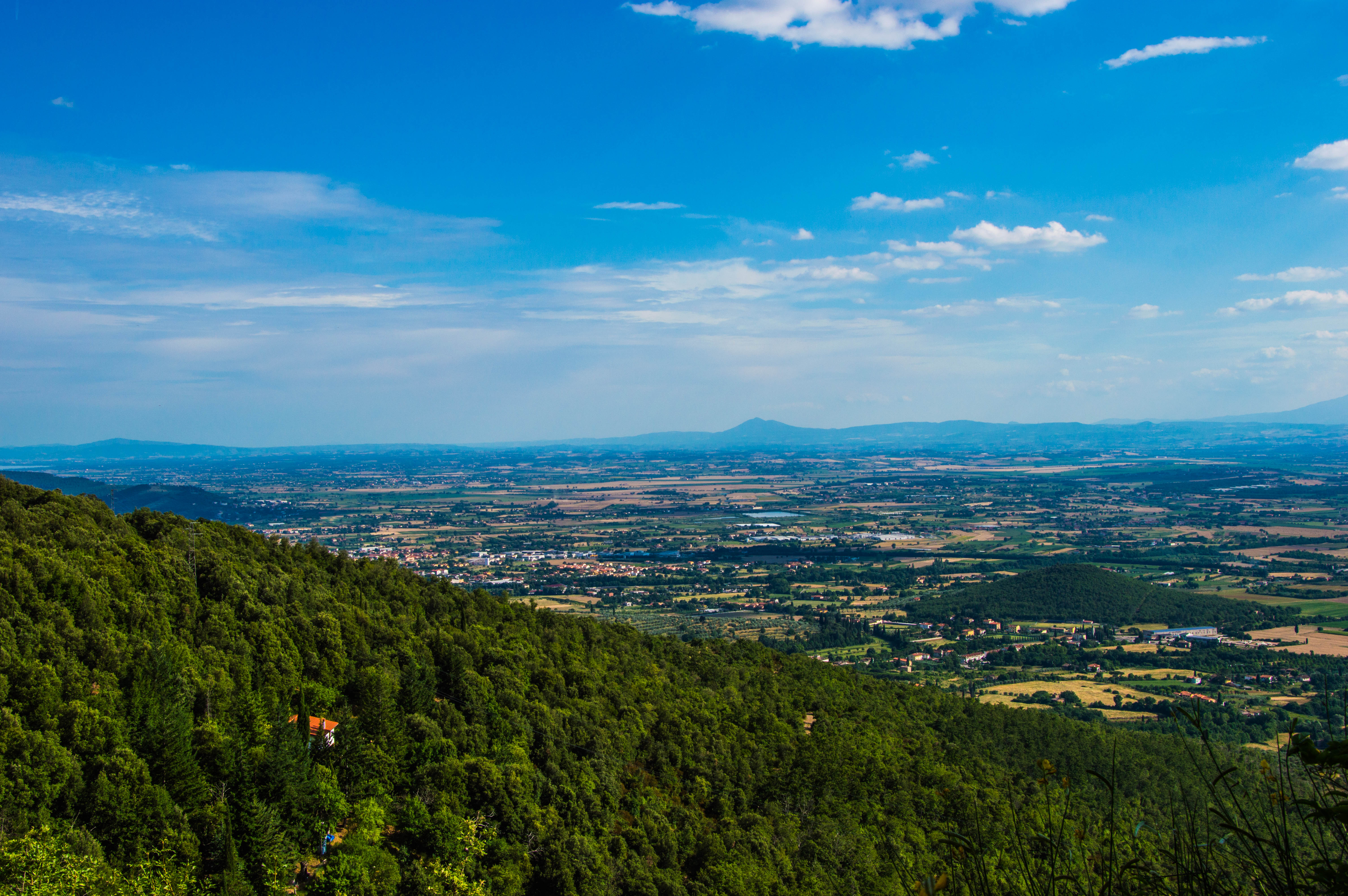
Val di Chiana

La campagna circostante il lago Trasimeno si presenta come un anfiteatro collinare che ne incornicia la superficie (128 km², il lago più esteso dell'Italia peninsulare, e vincolato come Parco Regionale). La costa occidentale si allunga in una fascia pianeggiante aperta verso la Val di Chiana. La parte nord-ovest del territorio del Trasimeno segna la zona di confine tra la provincia di Perugia, di cui il lago è integralmente parte, con le limitrofe province di Siena e Arezzo.
L'origine del bacino lacustre è legata a fenomeni tettonici concomitanti alle fasi finali dell'orogenesi appenninica. Il lago è interamente compreso nel Comprensorio del Trasimeno della provincia di Perugia ed è sprovvisto di un emissario naturale. L'emissario artificiale del Trasimeno fa confluire eventuali acque in eccesso nel fiume Nestore, attraverso il torrente Caina. Il Nestore a sua volta si getta nel Tevere. Il lago è alimentato principalmente dalle piogge e dai torrenti Rigo Maggiore, Tresa, Moiano e Maranzano, che confluiscono nell'immissario artificiale dell'Anguillara. Paganico e Pescia sono i due torrenti immissari naturali del Trasimeno.

### Isole

Isola Polvese

Isola Maggiore

Nel lago Trasimeno sono presenti tre isole ovvero, in ordine di grandezza, la Polvese, la Maggiore e la Minore.
- L'isola Polvese è situata nella parte sud-orientale ed è la più estesa delle tre (69,60 ettari). Dal 1995 la Provincia di Perugia, proprietaria dal 1973, l'ha dichiarata parco scientifico-didattico promuovendo le attività di ricerca scientifica, sperimentazione e didattica ambientale. Nella parte orientale e meridionale è presente una vasta zona umida che dà rifugio a varie specie di uccelli e anfibi.
- L'isola Maggiore è l'unica abitata in maniera stabile. Conta infatti 15 abitanti (dati Istat, 2017) e ha una superficie di 24 ettari, racchiusa in un perimetro di 2 km. L'isola è collegata con la terraferma da un servizio di traghetti verso i paesi di Tuoro sul Trasimeno, Passignano sul Trasimeno e Castiglione del Lago. Una fitta rete di sentieri copre l'isola intera, dipanandosi attraverso una macchia di ulivo, leccio, pino, cipresso, pioppo ed altre varietà mediterranee.
- L'isola Minore si eleva per circa 20 m dalla superficie del lago (a 258 m s.l.m.), ha la forma di una virgola con dimensioni di circa 450 x 260 m e una superficie totale di 0,05 km². È coperta da una fitta vegetazione boschiva, comprendente pini e lecci, che dà rifugio ad una nutrita colonia di cormorani.

Nei Fioretti di San Francesco è riportato l'episodio in cui il Santo soggiorna su un'isola del lago di Perugia per trascorrere qui la Quaresima, trovando ricovero in una siepe e cibandosi di mezza pagnotta soltanto per tutti i 40 giorni. Nella stessa isola si riporta che in seguito verranno edificate alcune case e successivamente un castello.

## Ambiente naturale

### Fauna
Tra i mammiferi, oltre ai tipici mammiferi della zona come la volpe, l'istrice e il cinghiale, è presente anche il toporagno.
Per quanto riguarda la fauna aviaria, si registrano delle variazioni stagionali delle specie presenti dovute alle migrazioni. Si possono comunque trovare svassi maggiori, cormorani, folaghe, moriglioni, fischioni, aironi e germani reali oltre naturalmente ai gabbiani.

#### Ittiofauna

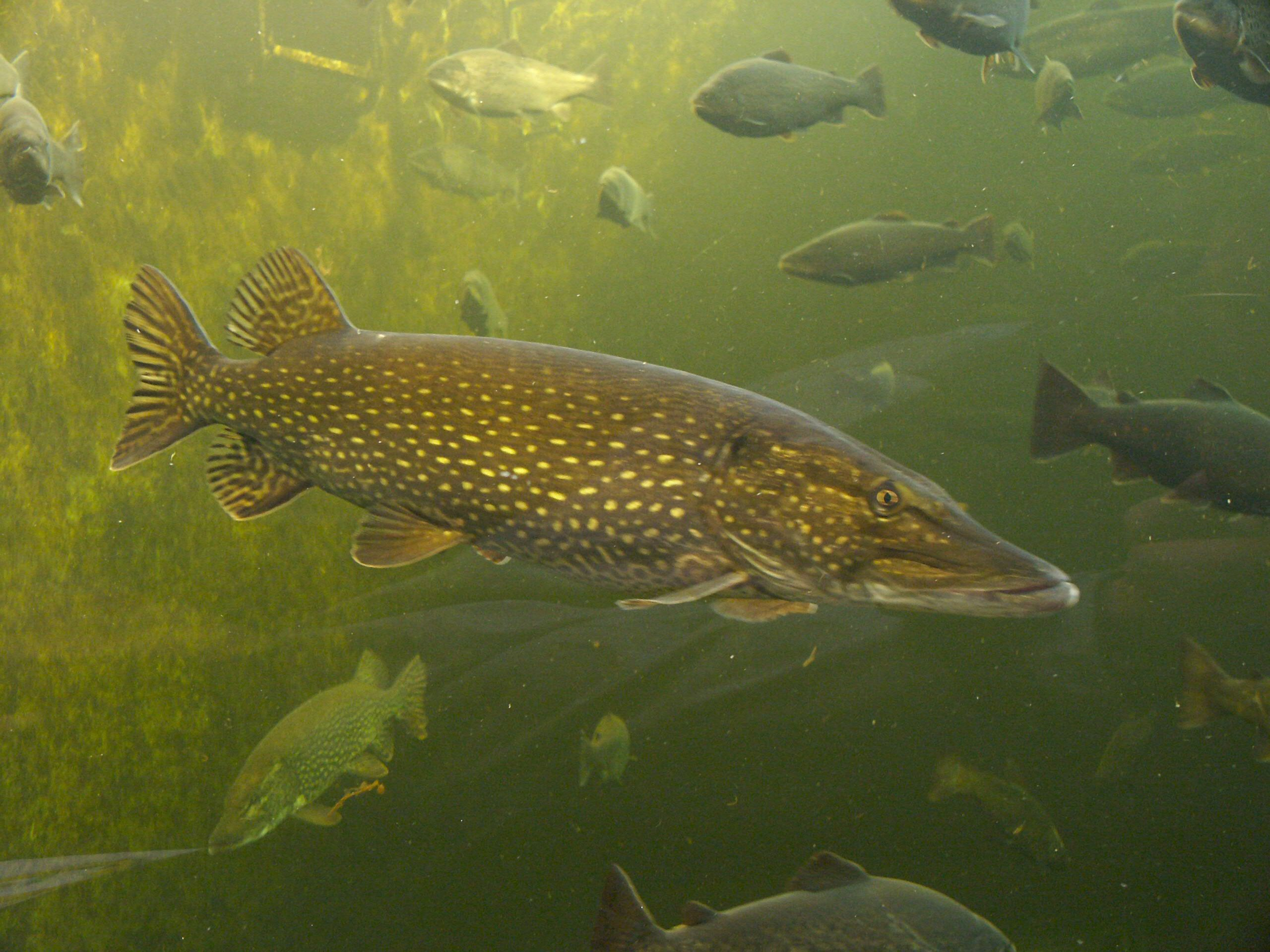
Luccio

Ricca è la fauna ittica di questo bacino lacustre: le specie presenti sono 18, ma solo 5 di esse sono specie indigene non immesse dall'uomo. Tali specie comprendono lucci, carpe, tinche, cavedani, carassi, alborelle, scardole, persici reali, anguille, persici trota, gambusie ghiozzetti cenerini, ghiozzetti di laguna . Tra le specie estinte si ricorda la laschetta o rovella (Sarmarutilus rubilio), un tempo abbondante nel lago e scomparso negli anni cinquanta per la concorrenza effettuata dal traslocato triotto, di provenienza padana.
Da poco più di un decennio il lago Trasimeno ha subito un forte inquinamento di tipo ambientale con l'introduzione di specie di pesci alieni come il pesce gatto, il carassio, il triotto, la pseudorasbora, il gambero rosso della Louisiana. Queste nuove specie esotiche sono entrate in concorrenza con le altre specie che popolano il lago Trasimeno riducendone drasticamente le quantità e compromettendone la sopravvivenza.

#### Erpetofauna
Un monitoraggio dell'area effettuato tra il 2002 e il 2005 ha consentito di censire 7 specie di anfibi: Triturus carnifex, Triturus vulgaris meridionalis,
Hyla intermedia, Bufo bufo, Rana bergeri, Rana hispanica, Rana dalmatina e 9 specie di rettili: Testudo hermanni, Trachemys scripta, Lacerta bilineata, Podarcis muralis, Podarcis sicula, Hierophis viridiflavus, Zamenis longissimus, Natrix natrix e Natrix tessellata.

## Località
Si affacciano sulle rive del lago:
- San Feliciano
- Monte del Lago
- Torricella
- Passignano sul Trasimeno
- Tuoro sul Trasimeno
- Borghetto
- Castiglione del Lago
- Panicarola
- Sant'Arcangelo
- San Savino

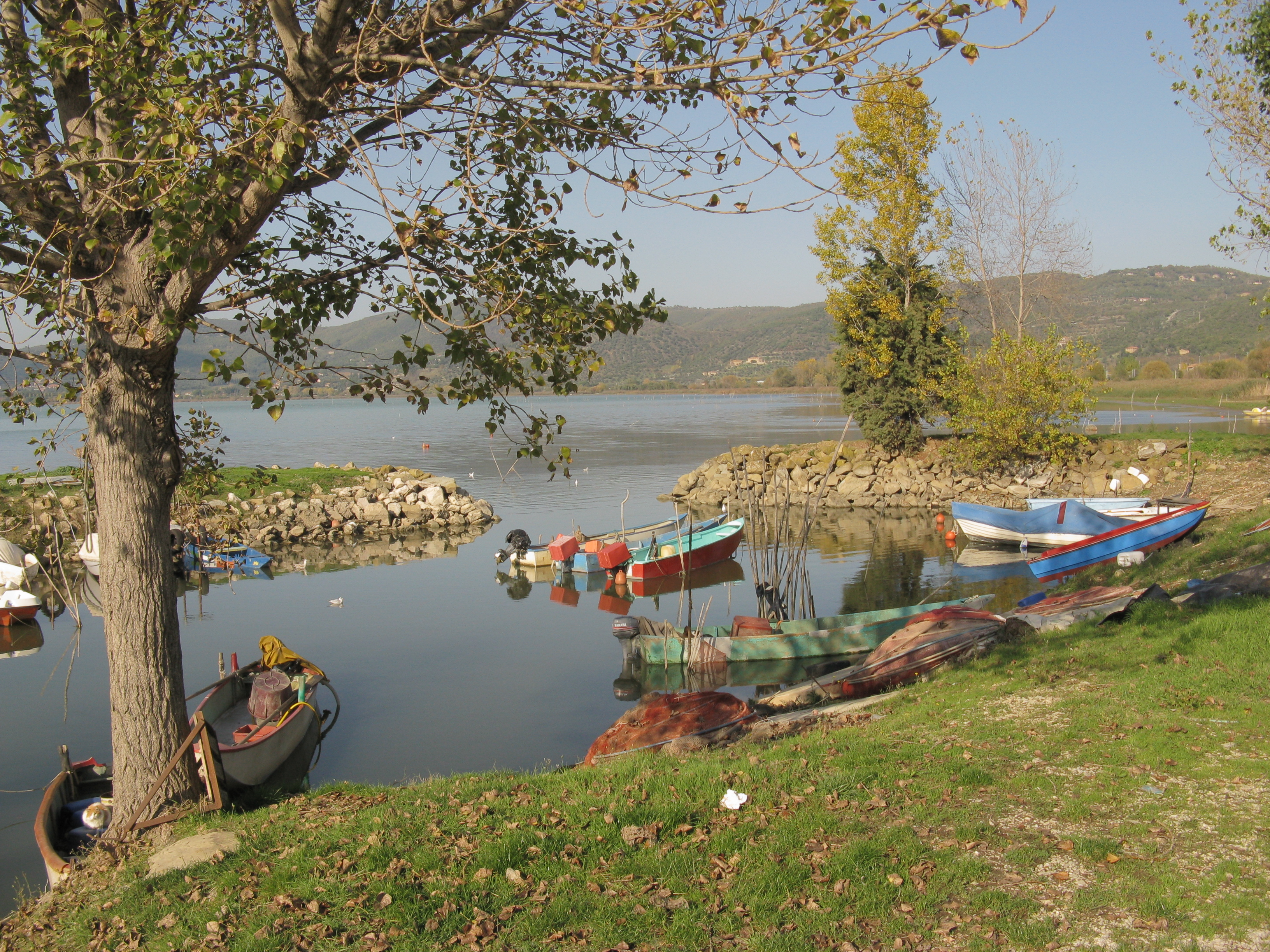
Porto di Torricella

Fanno parte del Comprensorio del Lago Trasimeno:

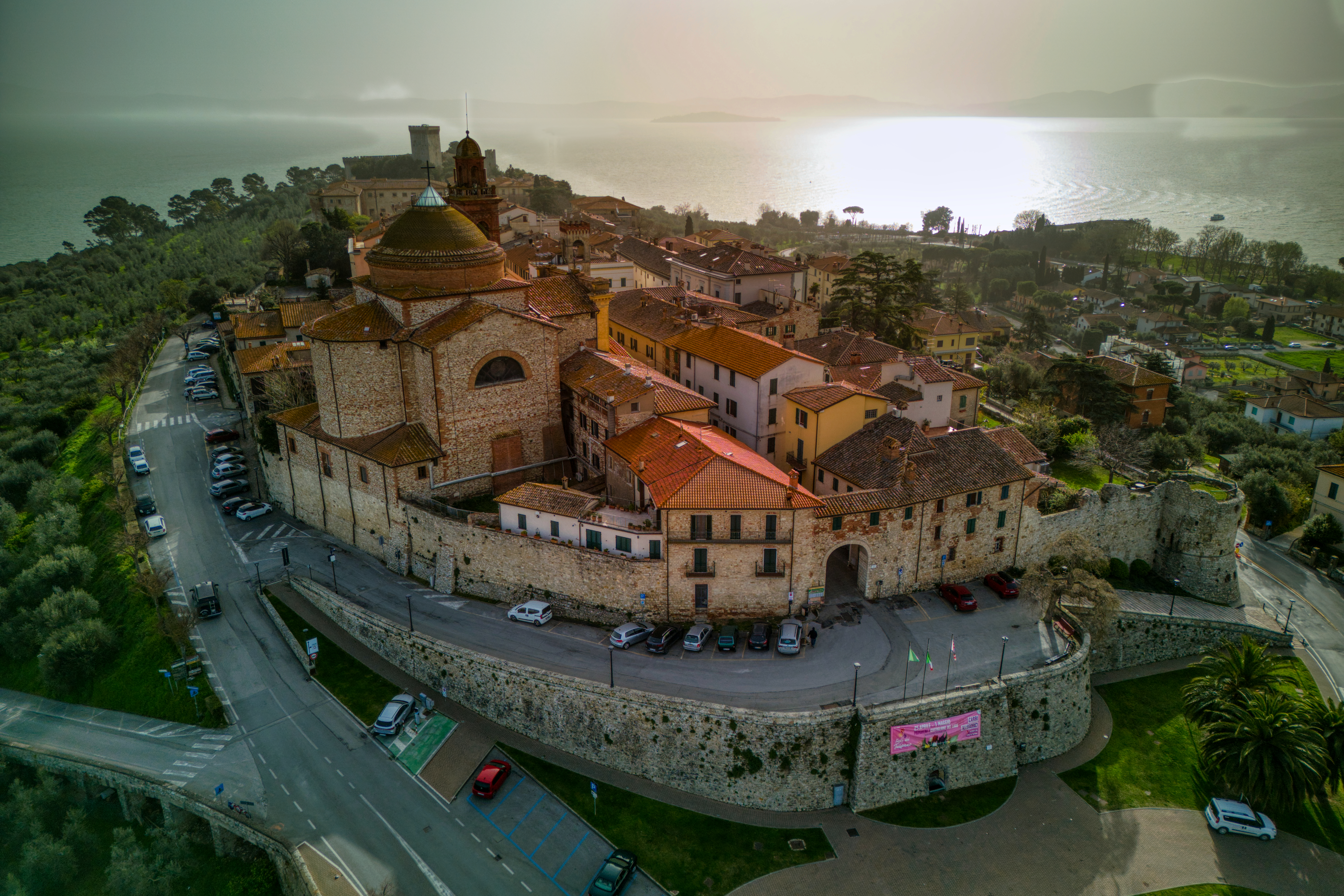
Castiglione del Lago

- Castiglione del Lago
- Magione
- Paciano
- Panicale
- Passignano sul Trasimeno
- Piegaro
- Tuoro sul Trasimeno

## Galleria d'immagini

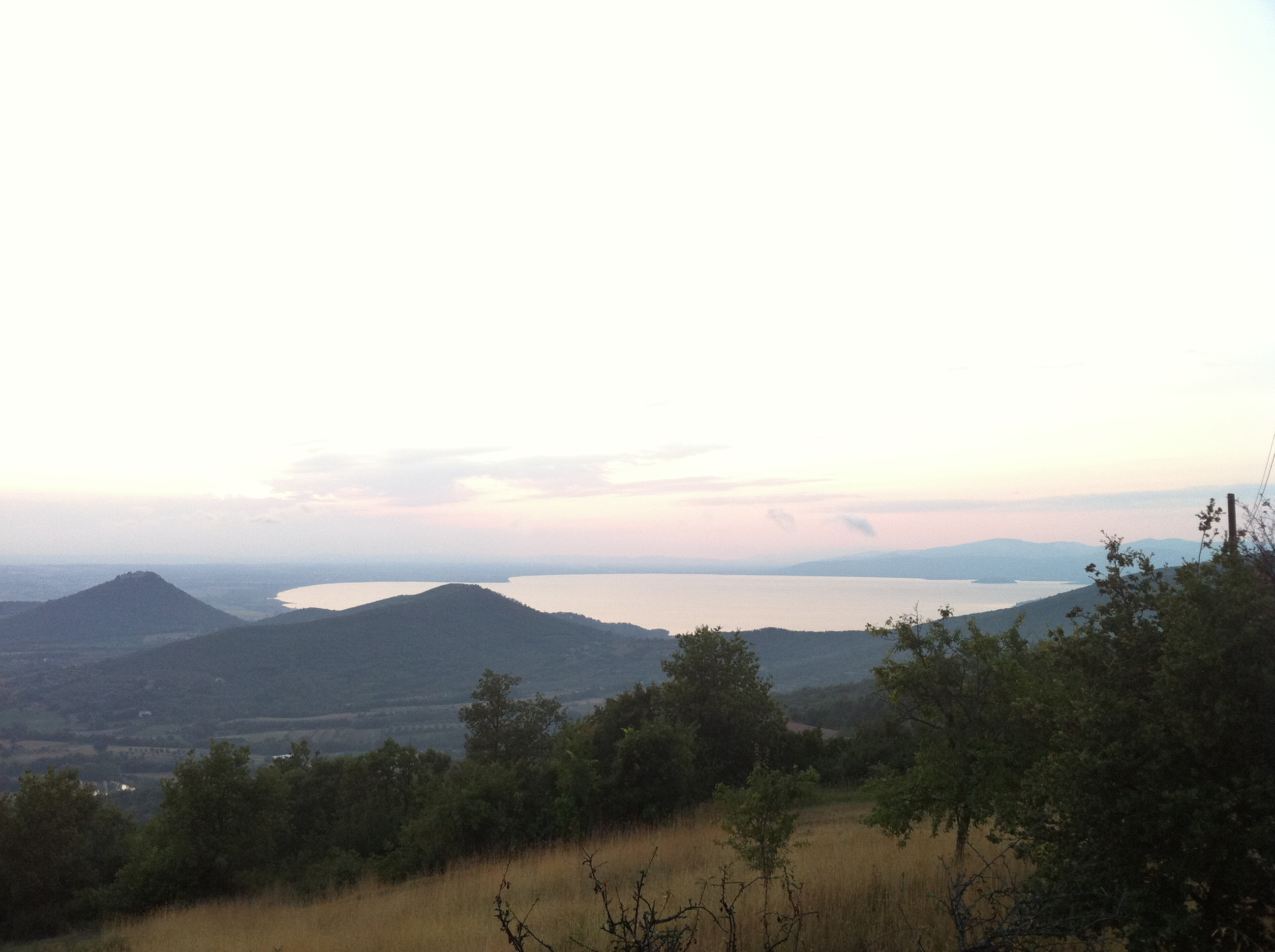
Vista da Montali di Panicale
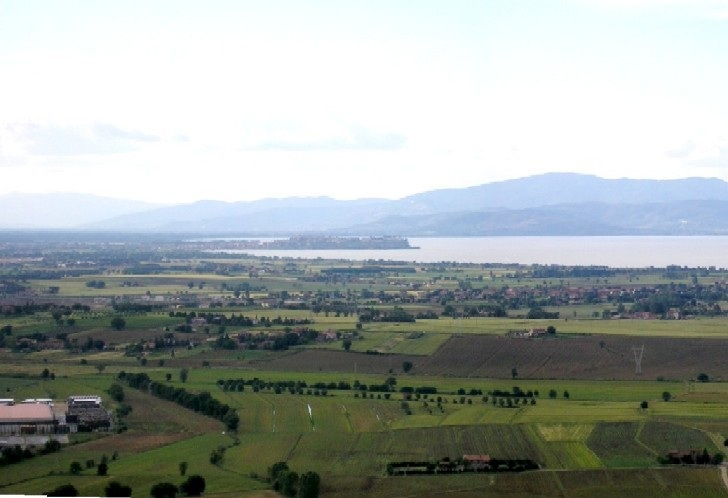
Vista da Panicale
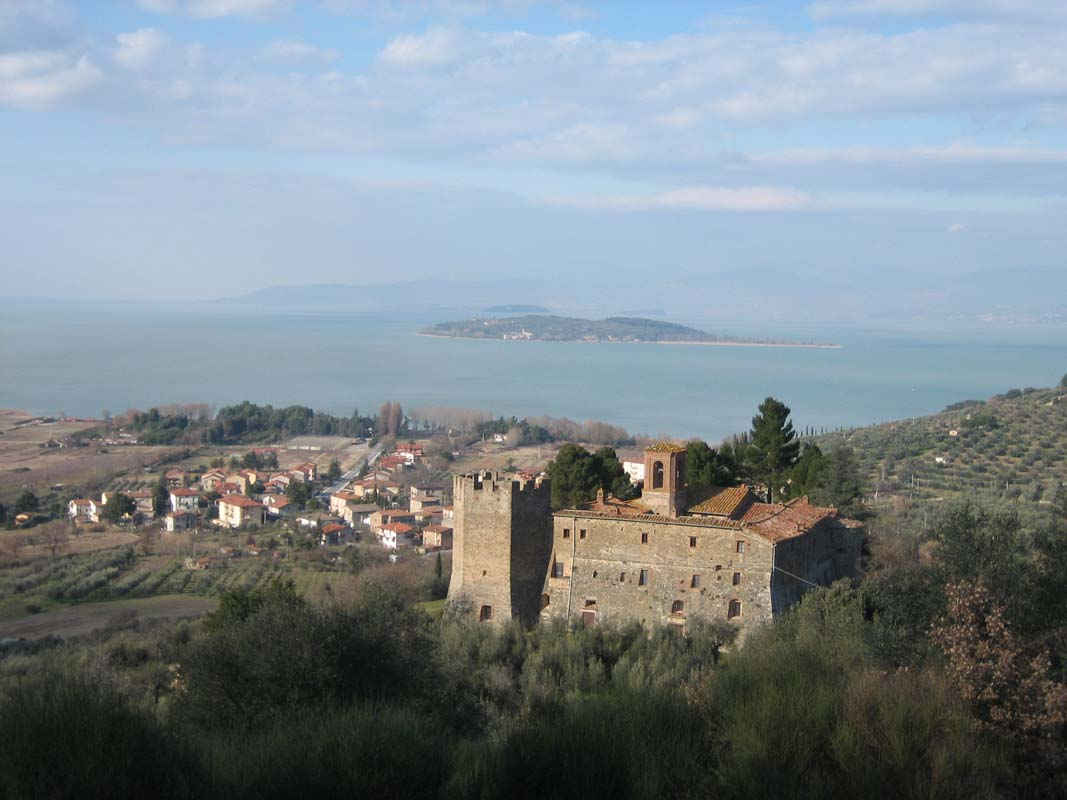
Vista da "la Badia".
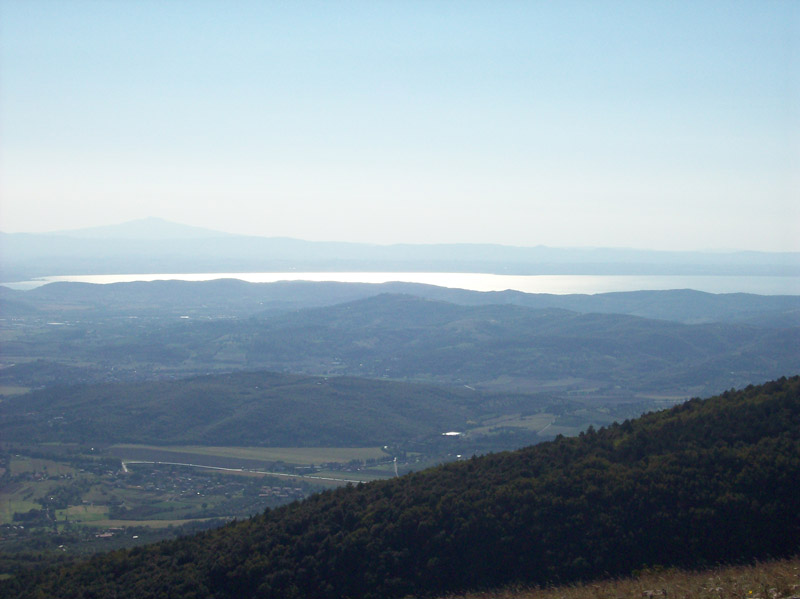
Vista del lago Trasimeno dal Monte Tezio
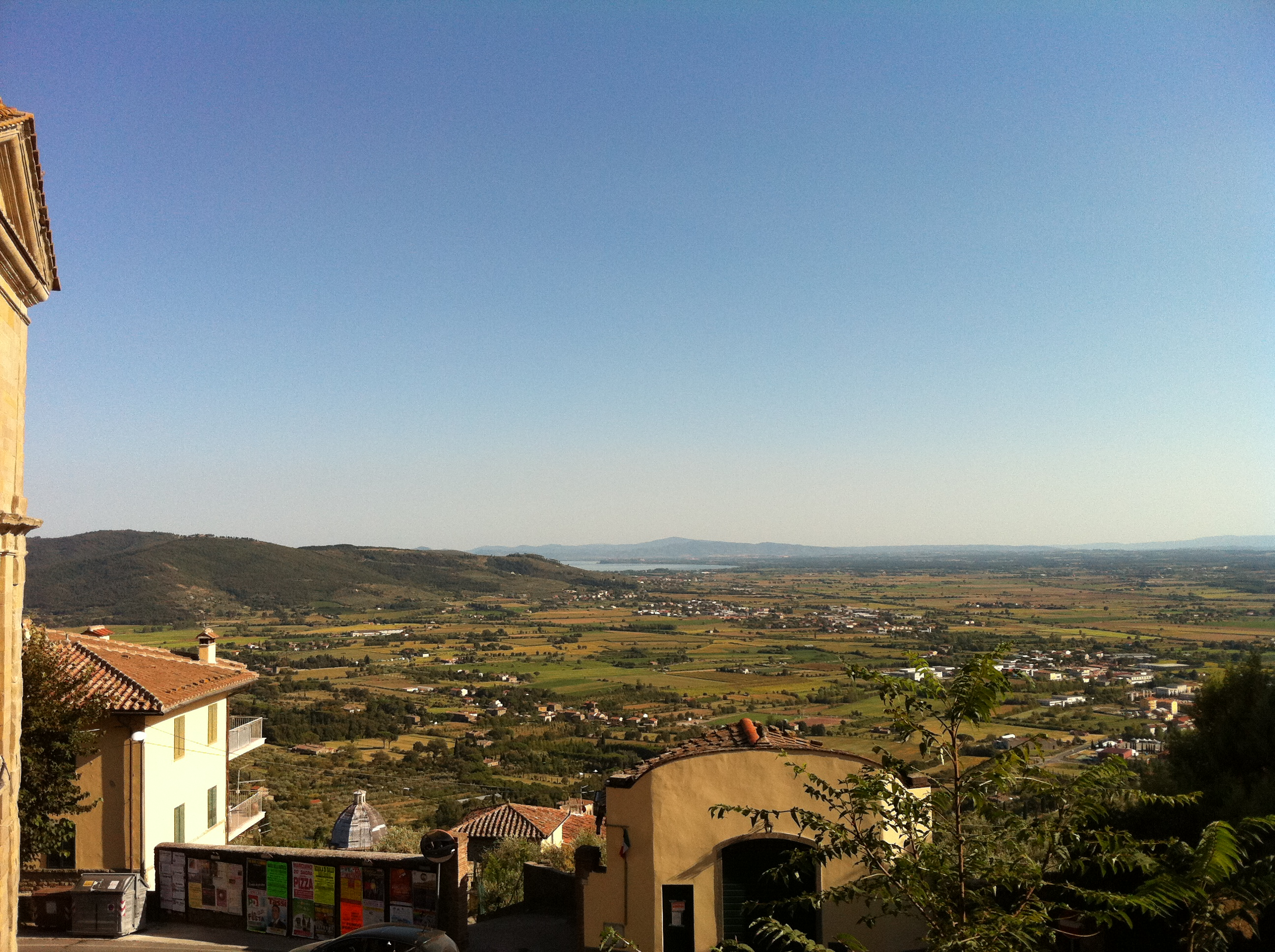
Vista da Cortona
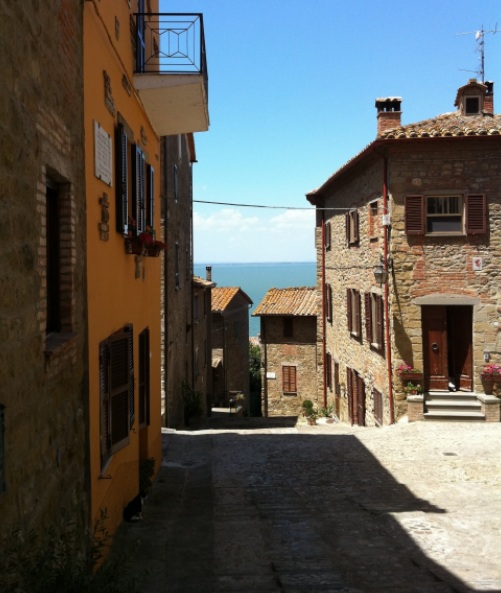
Vista da Monte del Lago
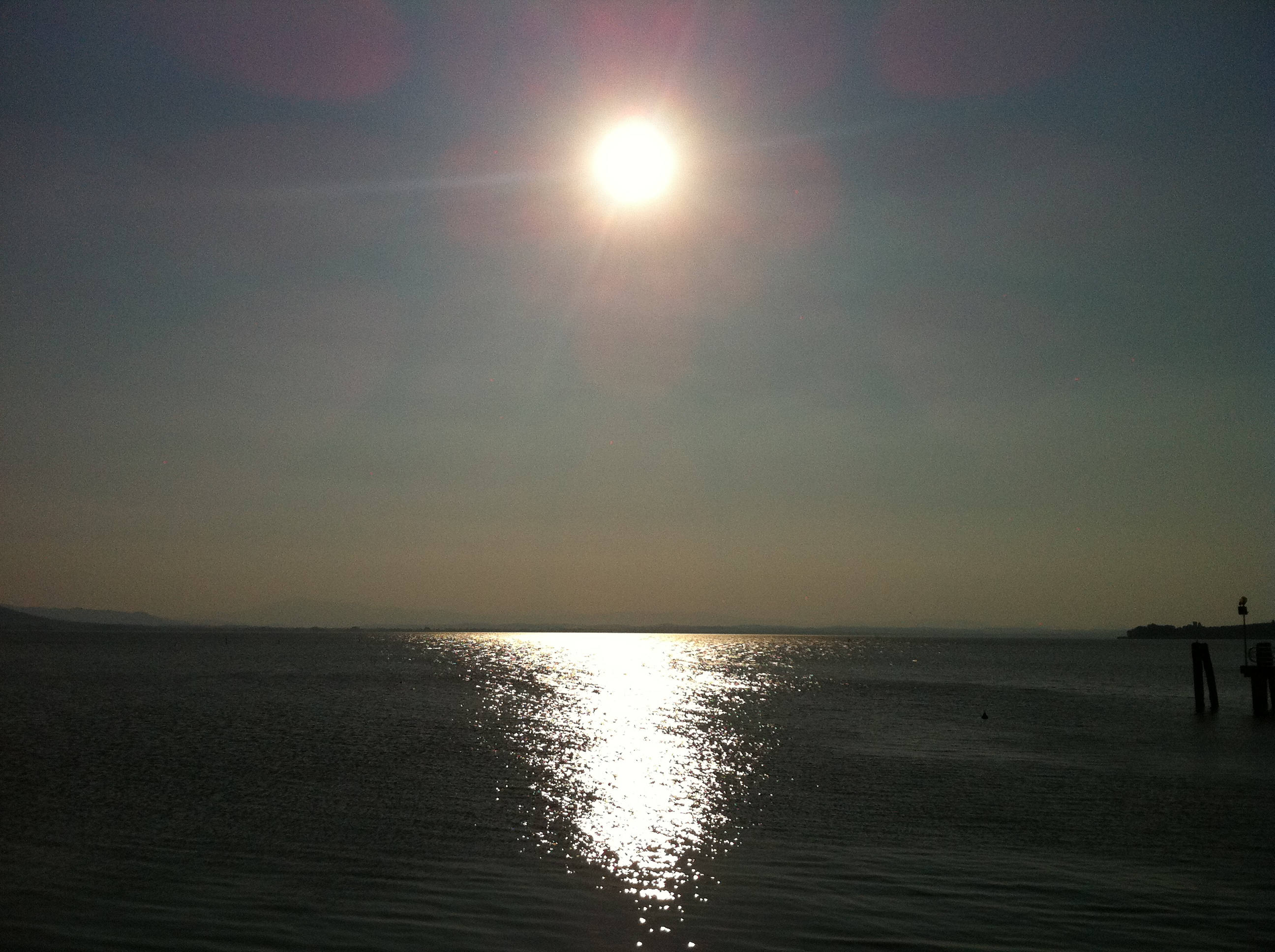
Veduta del lago Trasimeno dal lungo lago
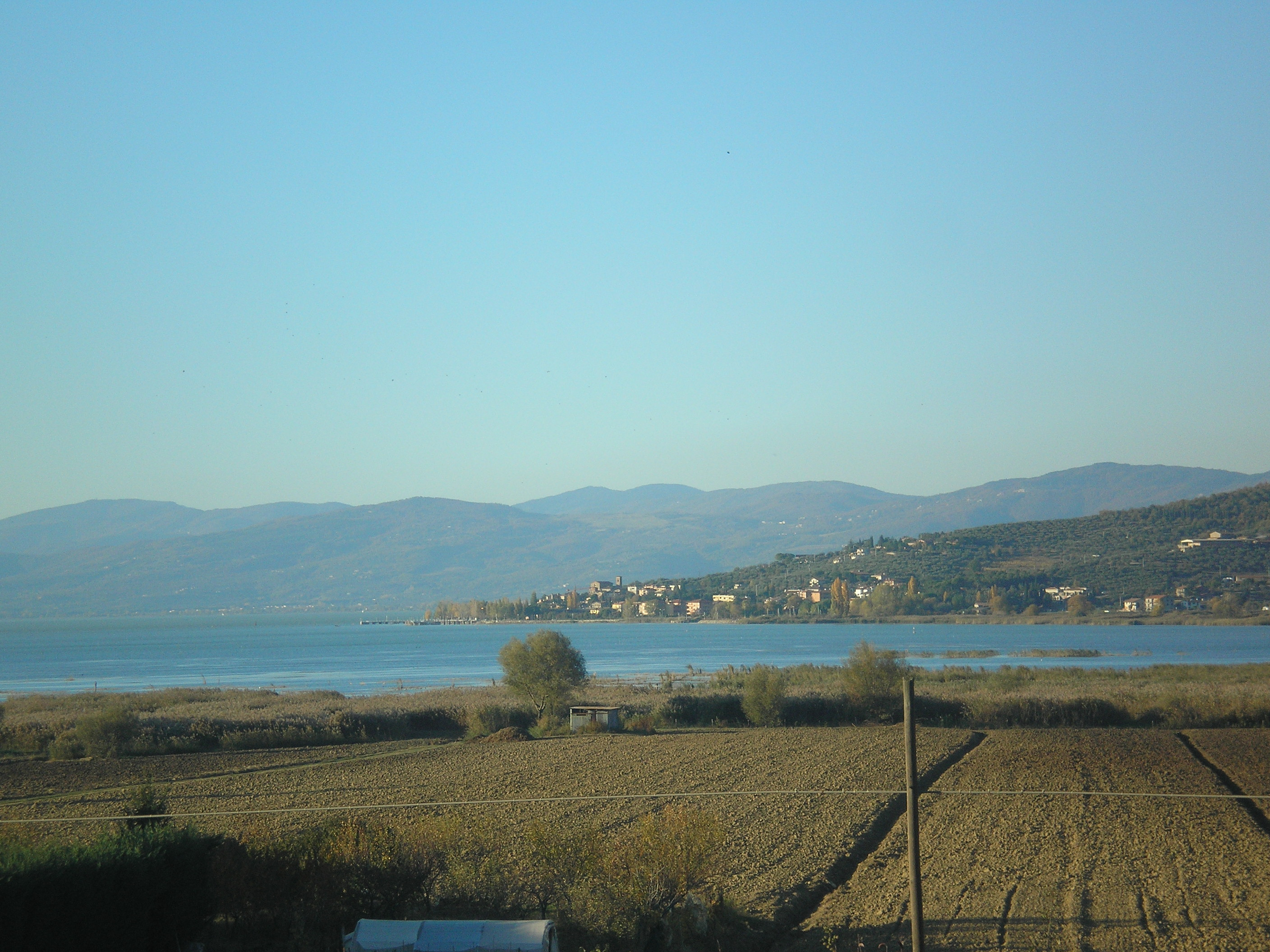
Veduta del lago da Montebuono di Magione